# Saionji Kinmochi
El Príncipe Saionji Kinmochi (西園寺 公望?  23 de octubre de 1849 – 24 de noviembre de 1940), fue un político y estadista japonés y fue dos veces primer ministro de Japón. Su título no indica que sea el hijo de un Emperador, pero es el título nobiliario más alto del sistema kazoku. Fue el último miembro sobreviviente del genrō.

## Primeros años
Nació en Kioto, y fue hijo del Udaijin Tokudaiji Kin'ito (1821 – 1883), jefe de una familia de cortesanos (kuge). Fue adoptado por otra familia de cortesanos, los Saionji, en 1851. Sin embargo, creció cerca de sus parientes biológicos, dado que los Tokudaiji y los Saionji vivían cerca del Palacio Imperial de Kioto. Siendo joven, visitaba el palacio con frecuencia como un compañero de juego del futuro Emperador Meiji, y con el pasar del tiempo ambos se convertirían en amigos cercanos. El hermano biológico de Kinmochi, Tokudaiji Sanetsune, se convertiría en Daijō Daijin y esta relación íntima con la Corte Imperial lo ayudaría en su carrera política.

## Restauración Meiji
Como heredero de una familia nobiliaria, Saionji participó en la política desde muy temprana edad y fue conocido por su brillante talento. Tomo parte en la Guerra Boshin (1867 – 1868), donde se derrocaría al shogunato Tokugawa y el Emperador Meiji sería el gobernante absoluto del país. Algunos cortesanos consideraron que la guerra era una disputa de los samurái de Satsuma y Choshu contra los Tokugawa. Saionji reforzó la opinión de que los cortesanos debían tomar la iniciativa e involucrarse en el conflicto. Participó en varias batallas como representante imperial.

## En el extranjero
Tras la Restauración Meiji, fue a Francia en 1871 y estuvo allí durante nueve años, con el objetivo de aprender la cultura, instituciones y la ley europea, y vivió en París. Mientras estaba en París, hizo algunas amistades, incluyendo a Georges Clemenceau.
Tras su regreso a Japón, fundó la Escuela de Leyes Meiji, que se convertiría en la Universidad Meiji.
En 1882, Itō Hirobumi visitó Europa con el fin de conocer los sistemas constitucionales de los principales países europeos, y pidió a Saionji que lo acompañase. Tras el viaje, fue designado embajador ante el Imperio austrohúngaro, y posteriormente ante Alemania y Bélgica.

## Carrera política
Al volver a Japón, Saionji se unió al Consejo Privado, y ejerció como presidente de la Casa de los Lores. Fue Ministro de Educación en el segundo y tercer gabinete de Itō (1892 – 1893, 1898) y en el segundo gabinete de Matsukata Masayoshi. Durante este período, el reforzó la calidad del currículo educacional, sobre la base de los estándares internacionales.
En 1900 se unió al partido político Rikken Seiyukai, fundado por Itō ese año. Con su experiencia de viajes a Europa, Saionji tenía un punto de vista político liberal y apoyaba el gobierno parlamentario. Fue uno de los pocos políticos que reclamaba que un gabinete debía formarse a partir de la mayoría parlamentaria.
Saionji reemplazó a Itō como Presidente del Consejo Privado en 1900, y como presidente de Rikken Seiyukai en 1903.

## Primer ministro
Fue primer ministro de Japón por dos períodos, entre el 7 de enero de 1906 hasta el 14 de julio de 1908 y del 30 de agosto de 1911 hasta el 21 de diciembre de 1912.
Su visión política fue influida durante su gobierno: pensó que la Corte Imperial no debía participar en la política, cosa que sucedió de igual manera durante el establecimiento de los shogunatos. Esto fue visto con recelo por los nacionalistas que deseaban que el Emperador participara en la política de manera directa, debilitando el poder del parlamento y del gabinete. Los nacionalistas lo acusaron de “globalista”.

## Últimos años
Saionji fue nombrado genrō en 1912, y su principal función fue la de nominar candidatos a primer ministro ante el Emperador, para su aprobación. Favoreció a los partisanos que podían formar un gobierno efectivo, aunque era capaz de nominar a militares o no partisanos cuando era necesario.
En 1919 encabezó la delegación japonesa en la Conferencia de Paz de París aunque su papel fue simbólico debido a su frágil salud. En 1920 fue nombrado Príncipe (koshaku), el más alto rango otorgado a los nobles en el sistema kazoku, como premio a su servicio público.
En los últimos años de su vida, intentó disminuir la influencia del Ejército Imperial Japonés en los asuntos políticos. Fue uno de los consejeros más liberales del Emperador Hirohito y favorecía relaciones amistosas con el Reino Unido y con los Estados Unidos.
Falleció el 24 de noviembre de 1940.